# یغمای جندقی
میرزا رحیم یغمای جَندَقی (۱۱۶۰ – ۱۲۳۸) متخلص به یغما از شعرای غزل‌سرای سده سیزدهم ایران در عهد محمد شاه قاجار بود. سروده‌های هجوآمیز او شهرت بسیار دارد از او به‌عنوان یکی از آغازکنندگان ادبیات اجتماعی و انتقادی معاصر ایران یاد می‌شود. می‌توان او را واپسین طنزپرداز بزرگ تاریخ شعر کلاسیک فارسی به شمار آورد. طنز یغما، اصولا بر پایهٔ کلمات و اصطلاحات رکیک و هرزه بنا شده است و متضمن اشاراتی به انحراف جنسی است، و از این حیث، ادامهٔ شعر سوزنی سمرقندی و امثال اوست که گاهی وجههٔ اجتماعی و خوشایندی می‌یابد.

## زندگی
ابوالحسن یغما در ۱۱۹۶ (قمری) - ۱۱۶۰ شمسی در دهکده خور و بیابانک، جندق به دنیا آمد. در هفت سالگی در بیرون ده شتر می‌چراند و معاش خانواده خود را تأمین می‌کرد. یغما در نوجوانی به سِمَت منشی حاکم جندق برگزیده شد و در این زمان اولین اشعار خود را با تخلّص مجنون آغاز کرد. در سال ۱۲۱۶ ه‍.ق حاکم مزبور سر به طغیان برداشت و در جنگ با سردار اعزامی از مرکز شکست خورد و فراری شد. با این حال یغما به سبب ادب و لیاقت خود به منشی‌گری سردار ذوالفقارخان سنگسری حاکم سمنان و دامغان برگزیده شد و مدت شش سال در نزد وی بود. وی در سال ۱۲۲۲ ه‍.ق مورد خشم سردار ذوالفقار خان قرار گرفت و پس از فلک چند ماه به سیاهچال افتاد و کلیه اموالش نیز ضبط و توقیف شد.
یغمای جندقی پس از آزادی نام و تخلص خود را به ابوالحسن یغما تغییر داد و جامهٔ درویشی پوشید و پس از چند ماه سیر و سیاحت در شهر ابرکوه اقامت گزید و سپس از راه یزد به تهران رفت. وی در تهران مورد توجه حاجی میرزا آقاسی صدراعظم محمد شاه قاجار که فردی صوفی‌مسلک بود، قرار گرفت و موقعیت بالایی در دربار یافت. یغما پس از چندی به حکومت کاشان منصوب شد و سپس به هرات نقل مکان کرد. او در سن هشتاد سالگی به زادگاهش بازگشت و در سال ۱۲۷۶ قمری یا ۱۲۳۸ شمسی در آن جا درگذشت.
یغمای جندقی شاعری وارسته بود که هیچگاه به مدح شاه و درباریان نپرداخت. از وی غزل‌های زیبایی به یادگار مانده که در زمره بهترین غزل‌های عهد قاجاریه است. یغما از جمله شعرای این دوره بود که در صدد پالایش زبان فارسی از لغات بیگانه برآمد و لذا در اکثر اشعار خود از لغات اصیل پارسی استفاده می‌کرد. از این شاعر اشعاری در قالب‌های مختلف شعری اعم از غزل، قصیده، رباعی و ترجیع بند و همچنین هجویاتی به یادگار مانده‌است که به‌خصوص هجویات او انعکاسی از خشم شاعر نسبت به وضعیت نابسامان اجتماعی جامعه خود است. یغما همچنین اشعار مذهبی از جمله مرثیه‌هایی در وصف واقعه کربلا سروده که در مراسم نوحه‌خوانی و سینه‌زنی دهه عاشورا خوانده می‌شود.
ابوالحسن یغما در سال ۱۲۷۶ قمری در محلهٔ گودال دهکدهٔ خور در خانهٔ خودش درگذشت و در بقعهٔ امامزاده داود در خور به خاک سپرده شد. سپهبد فرج‌الله آق‌اولی رئیس انجمن آثار ملّی دستور داد تا سنگی مرمرین نوشتند و از تهران به خور فرستادند و در محرم ۱۳۹۴ بعد از ۱۱۸ سال از درگذشت این شاعر آن را بر گور یغما نهادند. اگر از قبرش نشانی نمی‌ماند نسل بعد مدفنش را نمی‌شناخت.
دو بیت از شعر خود او، بر سنگ قبر او نوشته شده‌است:
| یغما! من وبخت و شادی و غم با هم |  | کردیم سفر به ملک هستی، ز عدم     |
| چون نو سفران ز گرد ره بخت بخفت  |  | شادی سر خود گرفت و من ماندم و غم |

## آثار
از وی اشعاری انتقادی باقی مانده که عمدتاً هجو ظالمان زمانه است. آثار وی ظلم و ستم زورمندان عصر را در ضمن هجو و هزل‌های تند و بی‌پروای خود برملا می‌کند. وی فساد آن روزگار را در کلمات رکیک و ناسزاهای خود به خوبی نشان می‌دهد.
او علاوه بر هجویات، که جالب‌ترین بخش اشعار اوست، غزلیاتی به شیوهٔ معمول زمانه نیز دارد.
از وی نامه‌هایی نیز به دوستان، بستگان و دانشمندان عصر باقی مانده‌است.
وی به زبان عربی آشنایی و علاقه نداشت. از تازی‌نویسی بیزار بود و به سره‌نویسی دلبستگی داشت.
مجموعه آثار وی به تصحیح سید علی آل داود در تهران به چاپ رسیده‌است.

### آثار
- قاضی‌نامه
- کوزنامه
- سرداریه
- مثنوی خلاصه الافتضاح (منظومه طنز)
- مثنوی سکاک الدلیل
- منشئات و مکاتب (نامه‌ها و مراسلات یغما)
- مجموعه قطعات (در هزل)
- مجموعه مرادیه (در هجو و هزل)
- مجموعه رباعیات
- مجموعه حجاج کاشی (در هزل و طنز)